# Jonathan Taylor Thomas
Jonathan Taylor Thomas, nascido Jonathan Taylor Weiss (Bethlehem, 8 de setembro de 1981) é um ator e dublador norte-americano, que ficou mais conhecido ao estrear como Randy no seriado de televisão "Home Improvement".

## Biografia
Jonathan Taylor Thomas nasceu em Bethlehem, Pensilvânia, filho de Claudine Weiss assistente social e Stephen Weiss um gerente de vendas industriais, os dois se divorciaram em 1989. Seu tio é o ator Jeff Weiss. Thomas é parte de ascendência portuguesa. Ele tem um irmão chamado Thomas Joel Weiss, cujo nome do meio que ele adotou como seu pseudônimo, para evitar confusão com um ator chamado Jonathan Weiss. Ele era conhecido por suas iniciais "JTT". Em 1986, Thomas mudou com sua família para Sacramento, Califórnia, e mais tarde fez um comercial do Burger King na idade de oito anos.
Em 1991, aos 10 anos de idade, ele ganhou o papel de William Randall "Randy" Taylor no programa de televisão Home Improvement. Ele permaneceu com Home Improvement em seus anos de adolescência, mas deixou a série em 1998. Thomas fez o papel do jovem Simba no filme da Disney O Rei Leão em 1994.
Ele estrelou em filmes I'll Be Home for Christmas, Man of the House, Tom and Huck, The Adventures of Pinocchio, Wild America, Common Ground, Walking Across Egypt e Speedway Junky. Ele fez uma participação no seriado da ABC 8 Simple Rules no início de 2004, e apareceu em Smallville em 2002 e 2004. Em 2005, ele fez uma participação em Veronica Mars, e também foi destaque no The E! True Hollywood Story's na Home Improvement.

## Filmografia

### Cinema
| Ano  | Filme                          | Personagem        |
| ---- | ------------------------------ | ----------------- |
| 1994 | O Rei Leão (Voz)               | Simba             |
| 1995 | Man of the House               | Ben Archer        |
| 1995 | Tom and Huck                   | Tom Sawyer        |
| 1996 | The Adventures of Pinocchio    | Pinóquio          |
| 1997 | Wild America                   | Marshall Stouffer |
| 1998 | I Woke Up Early the Day I Died | Boy at Beach      |
| 1998 | I'll Be Home for Christmans    | Jake Wilkinson    |
| 1999 | Speedway Junky                 | Steve             |
| 1999 | Walking Across Egypt           | Wesley Benfield   |
| 2000 | The Tangerine Bear (Voz)       | Tangie            |
| 2004 | Pom Poko (Voz)                 | Shokichi          |
| 2005 | Thru the Moebius Strip (Voz)   | Prince Ragis      |
| 2006 | Click                          | Joe/Joseph        |

### Televisão
| Ano       | Filme                                   | Personagem                |
| --------- | --------------------------------------- | ------------------------- |
| 1990      | The Bradys                              | Kevin Brady               |
| 1991      | In Living Color                         | Macaulay Culkin           |
| 1991-1998 | Home Improvement                        | Randy Taylor              |
| 1994      | The Big Help                            | Host                      |
| 1996      | The Oz Kids (Voz)                       | Scarecrow Jr.             |
| 1998      | Ally McBeal                             | Chris                     |
| 1998      | Common Ground                           | Tobias                    |
| 1998      | Os Thornberrys (Voz)                    | Tyler Tucker              |
| 2000      | Timothy Tweedle the First Christmas Elf | Timothy Tweedle           |
| 2001      | An American Town                        | Rafe                      |
| 2002,2004 | Smallville                              | Ian Randall (2 Episódios) |
| 2003      | The Simpsons                            | Luke Stetson              |
| 2004      | 8 Simple Rules                          | Jeremy (4 Episódios)      |
| 2005      | Veronica Mars                           | Ben (1 Episódio)          |
| 2006      | Zack e Cody: Gêmeos em ação             | Troy                      |
| 2007      | Everwood                                | Brad                      |
| 2009      | Gossip Girl (série)                     | Lenny                     |

## Prêmios e indicações
| Ano  | Resultado | Prêmio                          | Categoria                                                    | Filme ou série                                                |
| ---- | --------- | ------------------------------- | ------------------------------------------------------------ | ------------------------------------------------------------- |
| 1996 | Indicado  | Nickelodeon Kids' Choice Awards | Favorite Movie Actor                                         | Tom and Huck                                                  |
| 1997 | Indicado  | Nickelodeon Kids' Choice Awards | Favorite Television Actor                                    | Home Improvement                                              |
| 1998 | Ganhou    | Nickelodeon Kids' Choice Awards | Favorite Television Actor                                    | Home Improvement                                              |
| 1995 | Indicado  | Saturn Awards                   | Best Performance by a Younger Actor                          | O Rei Leão                                                    |
| 1997 | Indicado  | Saturn Awards                   | Best Performance by a Younger Actor                          | The Adventures of Pinocchio                                   |
| 1993 | Indicado  | Young Artist Awards             | Best Young Actor Starring in a Television Series             | Home Improvement                                              |
| 1994 | Ganhou    | Young Artist Awards             | Outstanding Youth Ensemble in a Television Series            | Home Improvement (shared Zachary Ty Bryan & Taran Noah Smith) |
| 1995 | Indicado  | Young Artist Awards             | Best Performance by a Young Actor in a TV or Movie Voiceover | O Rei Leão                                                    |
| 1996 | Indicado  | Young Artist Awards             | Best Young Leading Actor in a Feature Film                   | Tom and Huck                                                  |
| 1997 | Ganhou    | Young Artist Awards             | Best Performance by a Young Actor in a TV or Movie Voiceover | The Adventures of Pinocchio                                   |
| 1997 | Indicado  | YoungStar Awards                | Best Performance by a Young Actor in a Comedy TV Series      | Home Improvement                                              |
| 1997 | Indicado  | YoungStar Awards                | Best Performance by a Young Actor in a Comedy Film           | Tom and Huck                                                  |
| 1998 | Indicado  | YoungStar Awards                | Best Performance by a Young Actor in a Comedy TV Series      | Home Improvement                                              |